# Carrefour Livré chez vous
 (février 2016).
Si vous disposez d'ouvrages ou d'articles de référence ou si vous connaissez des sites web de qualité traitant du thème abordé ici, merci de compléter l'article en donnant les références utiles à sa vérifiabilité et en les liant à la section « Notes et références ».
Carrefour Livré chez vous (anciennement Ooshop), est un cybermarché alimentaire français intégrée dans le groupe Carrefour France, lancée en 1999.  
Ooshop s'est tout au long de ces années[Lesquelles ?] imposé comme étant le leader des cybermarchés français . 
L'ensemble des commandes clients sont préparées à partir de plusieurs plateformes logistiques. La préparation des commandes est effectuée dans différents entrepôts situés dans plusieurs régions de France et la priorité est donnée à la qualité du service de Livraison à domicile. 

## Historique
Ooshop a été créé en septembre 1998 par François Barraud. Il a dirigé l'activité jusqu'en 2002.
Au lancement l'assortiment était composé de 6 000 références, vendues au prix hypermarché, avec la livraison en sus.
Les premiers clients ont été livrés le 21 mai 1999, d'abord sous la forme d'un point service aux Ulis (en banlieue parisienne), puis en livraison à domicile sur Versailles et enfin avec une livraison à domicile sur toute la région parisienne. Avec Ooshop, Carrefour a ainsi été le premier distributeur à proposer de la livraison en points services[réf. nécessaire].
En avril 2018, Ooshop utilise la dénomination :  Carrefour Livré chez vous. Ce changement de nom vise à accélérer la croissance de l'enseigne et nourrit le plan de transformation de Carrefour,,,.
Le 19 décembre 2019 Carrefour Livré chez vous devient le nom officiel.

### Identité visuelle

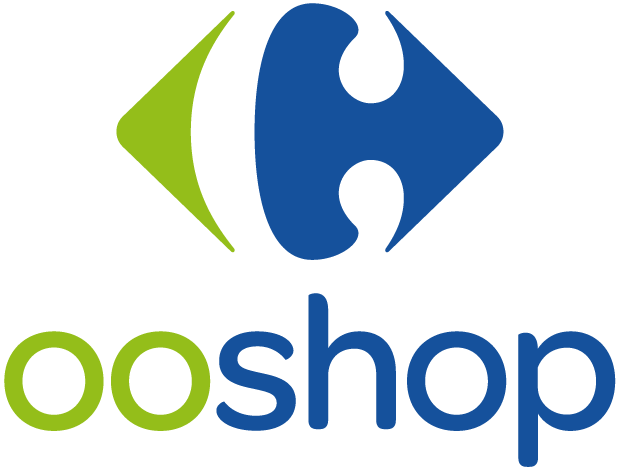
Logo de Carrefour Ooshop de 2009 à avril 2018.
Logo de Carrefour Livré chez vous depuis avril 2018.

## Activité, rentabilité, effectif
|                                        | 2014 | 2015  | 2016   | 2017   | 2018   | 2019 |
| -------------------------------------- | ---- | ----- | ------ | ------ | ------ | ---- |
| Chiffre d'affaires en millions d'euros | 85   | 83    | 88     | 91     | 95     |      |
| Résultat en millions d'euros           | -2,2 | - 1,3 | - 10,2 | - 10,6 | - 22,9 |      |
| Effectif moyen annuel                  | 124  | 133   | 145    | 153    | 134    |      |

## Zones de livraison
Les zones de livraison historiques sont les suivantes : Paris et l'Île-de-France, Lyon et sa région, Grenoble, Chambéry, Nice, Marseille. 
En 2018, Ooshop lance de la livraison sur de nombreuses villes de province[réf. nécessaire] : Rouen, Montpellier, Nantes, Rennes, Caen, Strasbourg, Metz, Nancy, Le Havre, Caen, Bordeaux, Toulouse et Toulon.
Un service de suivi de livraison est proposé permettant de visualiser le camion de livraison sur une carte Google Maps, tout en affichant un horaire approximatif. Il s'agit du service « HELO », dont un lien est envoyé par SMS quelques heures avant le créneau de livraison.